# Henk van Rossum
Hendrik (Henk) van Rossum (Melissant, 14 december 1919 – Zeist, 17 juni 2017) was een Nederlands politicus. Hij was namens de Staatkundig Gereformeerde Partij (SGP) lid van de Tweede Kamer der Staten-Generaal.

## Loopbaan
Van Rossum, afkomstig van Overflakkee, was een Delftse ingenieur civiele techniek. Voordat hij de politiek inging, werkte hij onder meer bij de Unie van Waterschapsbonden en de Cultuurtechnische Dienst te Utrecht (later Landinrichtingsdienst en vervolgens Dienst Landelijk Gebied geheten).
Van 1967 tot 1986 was hij lid van de Tweede Kamer, waar hij zich met name bezighield met verkeer en waterstaat, binnenlandse zaken, landbouw en visserij en buitenlandse zaken. In de Kamer werd hij alom gewaardeerd en ook in waterstaatskringen genoot hij groot gezag. Hij bracht in 1968 als beginnend parlementariër een initiatiefwet tot stand die de watervoorziening van landbouwgronden onder de werking van de Waterstaatswet 1900 bracht. Dit wetsvoorstel werd met algemene stemmen aanvaard. Hij introduceerde aan het eind van het Kamerdebat over de RSV-enquête de term "aangeschoten wild" voor minister Gijs van Aardenne.
Voor de Europese Parlementsverkiezingen van 7 juni 1979 was Van Rossum de eerste SGP-lijsttrekker die voor de partij geen zetel behaalde. Van Rossum had tevens vele bestuurlijke functies binnen de Gereformeerde Gemeenten.
Hij overleed in 2017 op 97-jarige leeftijd.

## Onderscheidingen
- Ridder in de Orde van de Nederlandse Leeuw
- Schilthuis-penning

## Publicaties van Van Rossum
- Evaluatie uitgevoerde zandsluitingen
- Field verification of 2-D and 3-D suspended-sediment models
- Kustverdediging na 1990: technisch rapport
- Strandhoofden en paalrijen : evaluatie van hun werking
- Wet en woord: 't Rechtvaardig regeerakkoord en Zij hebben niet gehoord : partijrede en politieke rede op de algemene vergadering van de Staatkundig Gereformeerde Partij, gehouden te Utrecht op 27 februari 1982
- Wie heeft lust den Heer' te vrezen, 't Allerhoogst en eeuwig goed?
- Zandsluitingen: state of the art
- Zandverliezen bij zandsluitingen

- Biografisch Portaal: 01960004
- International Standard Name Identifier: 0000 0003 8743 0929
- Nederlandse Thesaurus van Auteursnamen: 089234014
- Parlement.com: vg09ll69w5zg
- Virtual International Authority File: 280385795
- WorldCat: E39PCjx64GhfKCFbQXqpWbVtJC